# Протогеометричний стиль

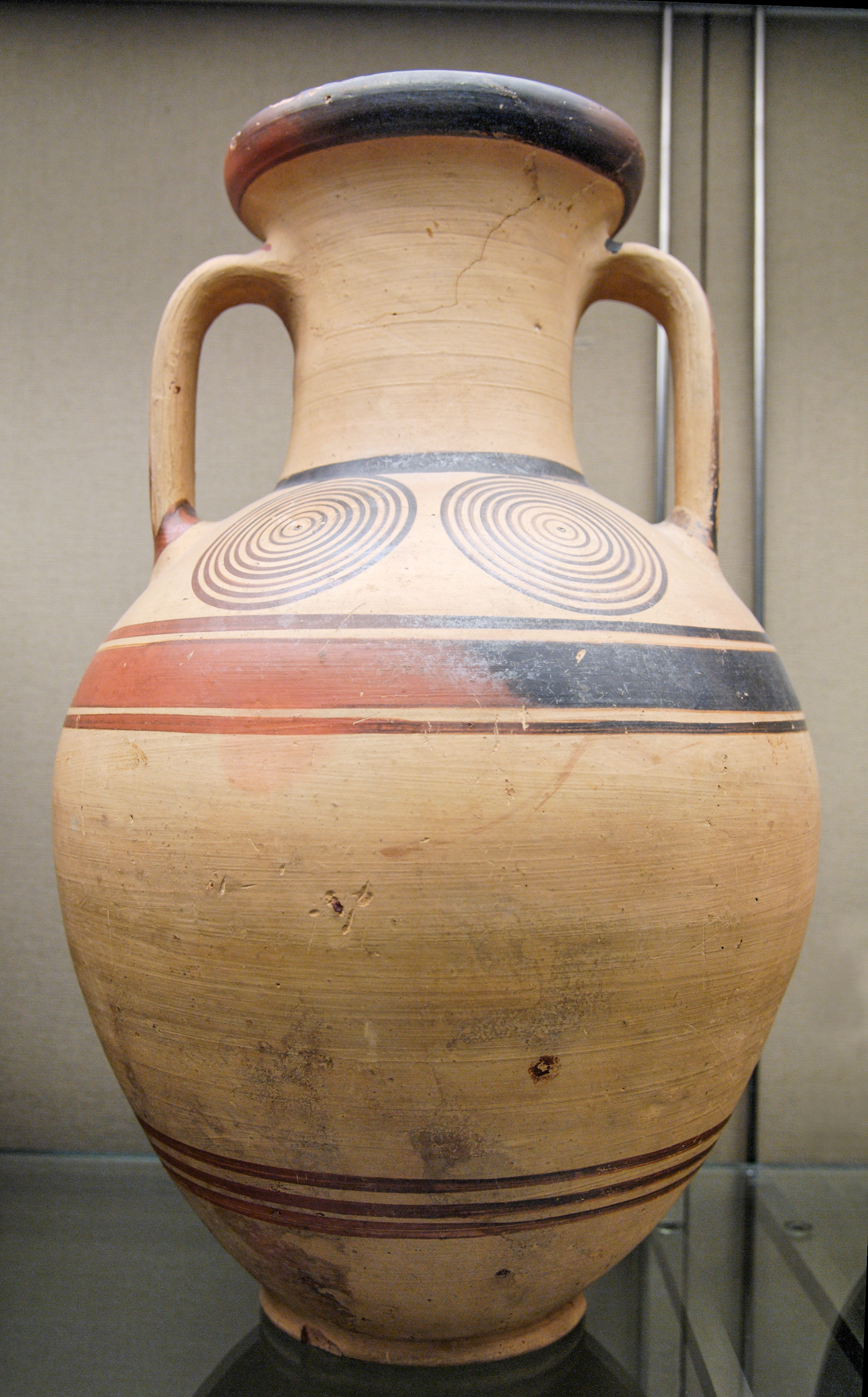
Протогеометрична амфора, Афіни, 975—950 до н. е., Британський музей

Протогеометричний стиль — тип давньогрецького вазопису, характерний для середнього періоду «темних віків» та початку архаїчного періоду (приблизно 1050—900 роки до н. е.).
Приблизно через століття після занепаду мікенської цивілізації в результаті дорійського вторгнення поява псевдогеометричної кераміки стала першою ознакою культурного відродження (до цього існувала дуже примітивна субмікенська кераміка, досягнення мікенського періоду були в основному забуті).
Завдяки використанню швидкого гончарного кола посудини цього періоду технічно досконаліші, ніж посудини раннього етапу «темних віків». Декоративні елементи на протогеометричних посудинах обмежуються суто абстрактними мотивами; найчастіше зустрічаються широкі горизонтальні смуги навколо вінця і середини корпусу, а також концентричні кола, нанесені за допомогою циркуля і кількох мазків.
Серед інновацій потрібно відзначити деякі нові форми амфор, що виникли під мікенським впливом. Серед таких амфора з ручками у середній або горловій частині, кратер і лекіф. Аттичні гончарі змінили форму цих посудин завдяки використанню швидкого гончарного кола — збільшилася їх висота, а отже, і площа нанесення малюнка. Починаючи з IX століття до н. е. протогеометричний стиль змінюється геометричним стилем.